# Fiat G.55
Die Fiat G.55 Centauro (Zentaur) war ein italienisches Jagdflugzeug im Zweiten Weltkrieg und der Nachfolger der G.50.

## Geschichte
Entworfen wurde die G.55 von Giuseppe Gabrielli. Der erste – noch unbewaffnete – Prototyp dieses in aerodynamischer Hinsicht sehr verbesserten Modells startete am 30. April 1942 zu seinem Erstflug, erst der dritte und letzte hatte eine Maschinenkanone und vier MG an Bord. Im März 1943 begann die Einsatzerprobung, allerdings hatte sich das italienische Luftfahrtministerium zu diesem Zeitpunkt schon zu einer Serienproduktion entschlossen.
Diese endete jedoch schon im September 1943 nach 16 G.55/0 und 15 G.55/1 für die Regia Aeronautica, sämtliche danach produzierten Maschinen gingen an die faschistisch-italienischen Luftstreitkräfte der Republik von Salò. Bis zum Kriegsende wurden noch 274 Centauro produziert, 37 weitere standen kurz vor ihrer Fertigstellung. Dank seiner robusten Struktur, der ausgezeichneten Sicht sowie der Schnelligkeit und guten Manövrierfähigkeit war das Muster bei den Piloten sehr beliebt.
Im Frühjahr 1944 wurden zwei Prototypen nach einigen Änderungen an der Bugsektion mit dem deutschen DB-603A-Triebwerk ausgestattet. Diese G.56 genannten Flugzeuge waren, wie man bei Tests im März 1944 herausfand, den besten deutschen und alliierten Flugzeugen jener Zeit ebenbürtig, wenn nicht gar überlegen. Eine Serienfertigung kam aber wegen des akuten Mangels an DB-603-Motoren nicht zustande. Einer der Prototypen überstand jedoch den Krieg und wurde anschließend von Fiat als Testmaschine benutzt.
Ebenso verwendete das Unternehmen übriggebliebene Teile aus der Kriegsproduktion der G.55 zum Bau der G.55A, deren Prototyp am 5. September 1946 erstmals flog. Dieses Modell unterschied sich von der G.55 nur durch die Bewaffnung und die Fluginstrumente. Fiat baute für die Aeronautica Militare Italiana 19 G.55A, während Argentinien 30 Exemplare erhielt. Die zweisitzige Schulversion G.55B wurde zehnmal für Italien und 15 Mal für Argentinien gebaut, der Prototyp war schon am 12. Februar 1946 zum ersten Mal geflogen.

## Militärische Nutzer

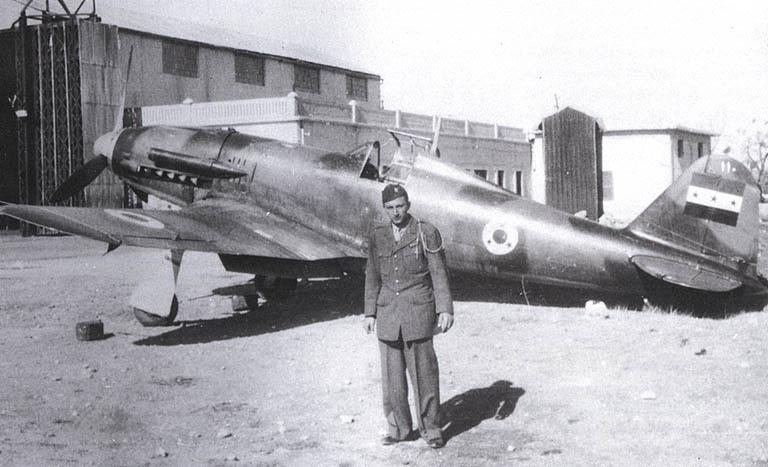
Syrische Fiat G.55

- Ägypten
- Argentinien
- Königreich Italien

Regia Aeronautica
- Italienische Sozialrepublik

Aeronautica Nazionale Repubblicana
- Italien

Aeronautica Militare
- Syrien

## Technische Daten
| Kenngröße             | G.55/I                                                                            | G.56                                                             |
| --------------------- | --------------------------------------------------------------------------------- | ---------------------------------------------------------------- |
| Konzeption            | Jagdflugzeug                                                                      | Versuchsjagdflugzeug                                             |
| Besatzung             | 1                                                                                 | 1                                                                |
| Länge                 | 9,37 m                                                                            | 9,46 m                                                           |
| Spannweite            | 11,85 m                                                                           | 11,85 m                                                          |
| Höhe                  | 3,13 m                                                                            | 3,77 m                                                           |
| Flügelfläche          | 21,11 m²                                                                          | 21,11 m²                                                         |
| Flügelstreckung       | 6,7                                                                               | 6,7                                                              |
| Leermasse             | 2630 kg                                                                           | k. A.                                                            |
| max. Startmasse       | 3718 kg                                                                           | 3854 kg                                                          |
| Höchstgeschwindigkeit | 630 km/h                                                                          | 685 km/h in 7000 m Höhe                                          |
| Steigzeit             | 7,12 min auf 6000 m Höhe                                                          | k. A.                                                            |
| Dienstgipfelhöhe      | 12.700 m                                                                          | 13.000 m                                                         |
| Reichweite            | 1200 km                                                                           | 1280 km                                                          |
| Triebwerke            | ein 12-Zylinder-V-Motor Fiat RA 1050 RC58 Tifone (Daimler-Benz-DB-605A-Lizenzbau) | ein 12-Zylinder-V-Motor Daimler-Benz DB 603A                     |
| Leistung              | 1.475 PS (ca. 1.080 kW)                                                           | 1.750 PS (ca. 1.290 kW)                                          |
| Bewaffnung            | drei 20-mm-Kanonen Mauser MG 151/20, zwei 12,7-mm-MG Breda-SAFAT                  | drei 20-mm-Kanonen Mauser MG 151/20, zwei 12,7-mm-MG Breda-SAFAT |
| Bombenlast            | Aufhängungen für zwei 160-kg-Bomben                                               |                                                                  |

## Erhaltene Flugzeuge
Ein Flugzeug ist im Italienischen Luftfahrtmuseum Vigna di Valle ausgestellt.